# Virginie Demont-Breton

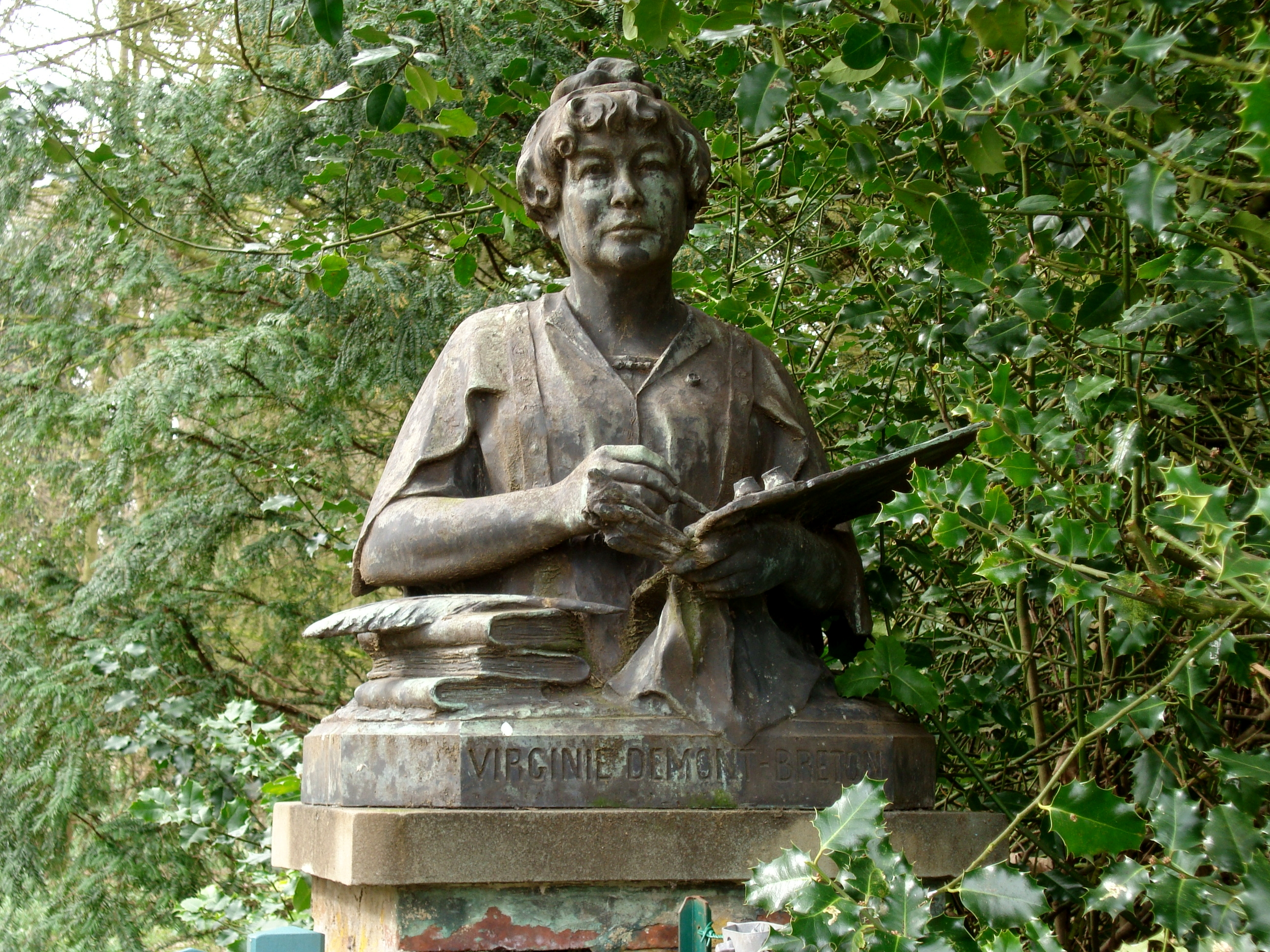
Pomnik Virginie Demont-Breton w Wissant

Virginie Elodie Marie Thérèse Demont-Breton (ur. 26 lipca 1859 w Courrières, zm. 10 stycznia 1935 w Paryżu) – francuska malarka, przedstawicielka akademizmu. Córka malarza Jules’a Bretona i bratanica Émile’a Bretona, również malarza.

## Życiorys
Virginie Demont-Breton wcześnie rozpoczęła karierę artystyczną. Od 1879 wystawiała w Paryżu. W 1883 otrzymała Złoty Medal na Międzynarodowej Wystawie Kolonialnej i Eksportowej (hol. Internationale Koloniale en Uitvoerhandel Tentoonstelling) w Amsterdamie.
W 1880 wyszła za malarza Adriena Demonta.
W 1890 osiedliła się z mężem w Wissant, małej wiosce na wybrzeżu Côte d'Opale, pomiędzy przylądkami Blanc-Nez i Gris-Nez, gdzie w następnym roku oboje zbudowali Typhonium, willę w stylu neoegipskim, według projektu belgijskiego architekta Edmonda De Vigne. 29 listopada 1985 willa została wpisana na listę zabytków historycznych Francji.
W latach 1895–1901 Virginie Demont-Breton była przewodniczącą Związku Malarek i Rzeźbiarek (Union des femmes peintres et sculpteurs), do którego wstąpiła w 1883.
Rzeźbiarz i marmurarz Augustin Lesieux wyrzeźbił popiersie Virginie Demont-Breton, które znajduje się w Musée de la Chartreuse de Douai w Douai.
W 1894 Virginie Demont-Breton została udekorowana Orderem Legii Honorowej.

## Dzieła
W początkowym okresie twórczości Virginie Demont-Breton malowała głównie portrety i sceny historyczne lub mitologiczne, potraktowane w sposób akademicki i realistyczny. Po odkryciu Wissant na jej płótnach, niekiedy monumentalnych, pojawiły się akcenty społeczne – sceny z życia rybaków.
Niektóre z dzieł Virginie Demont-Breton są wystawione w muzeach: Amiens, Arras, Boulogne-sur-Mer, Calais, Douai, Lille, Paryża, Amsterdamu, Antwerpii i Gandawy.
- Torturowani, obraz, Palais des Beaux-Arts w Lille[4]
- Młoda kobieta niosąca dziecko, rysunek, Luwr, dzial sztuk graficznych[5]
- Portret Louisa Bretona, obraz, 1890, Muzeum Chartreuse w Douai[6]
- Ludzie morza, prezentowana na wystawie Salon de 1898[7]
- W przejrzystej wodzie, prezentowana na wystawie Salon de 1898[8]
- Pierwsze zamoczenie się, pierwsze dreszcze, prezentowana na wystawie Salon de 1900[9]

## Publikacje
- Tendresses dans la tourmente 1914-1919, poezje, wyd. Alphonse Lemerre 1920, 249 stron
- Les maisons que j'ai connues (wyd. Plon-Nourrit (Paryż, 1926-1930)[10]

## Galeria

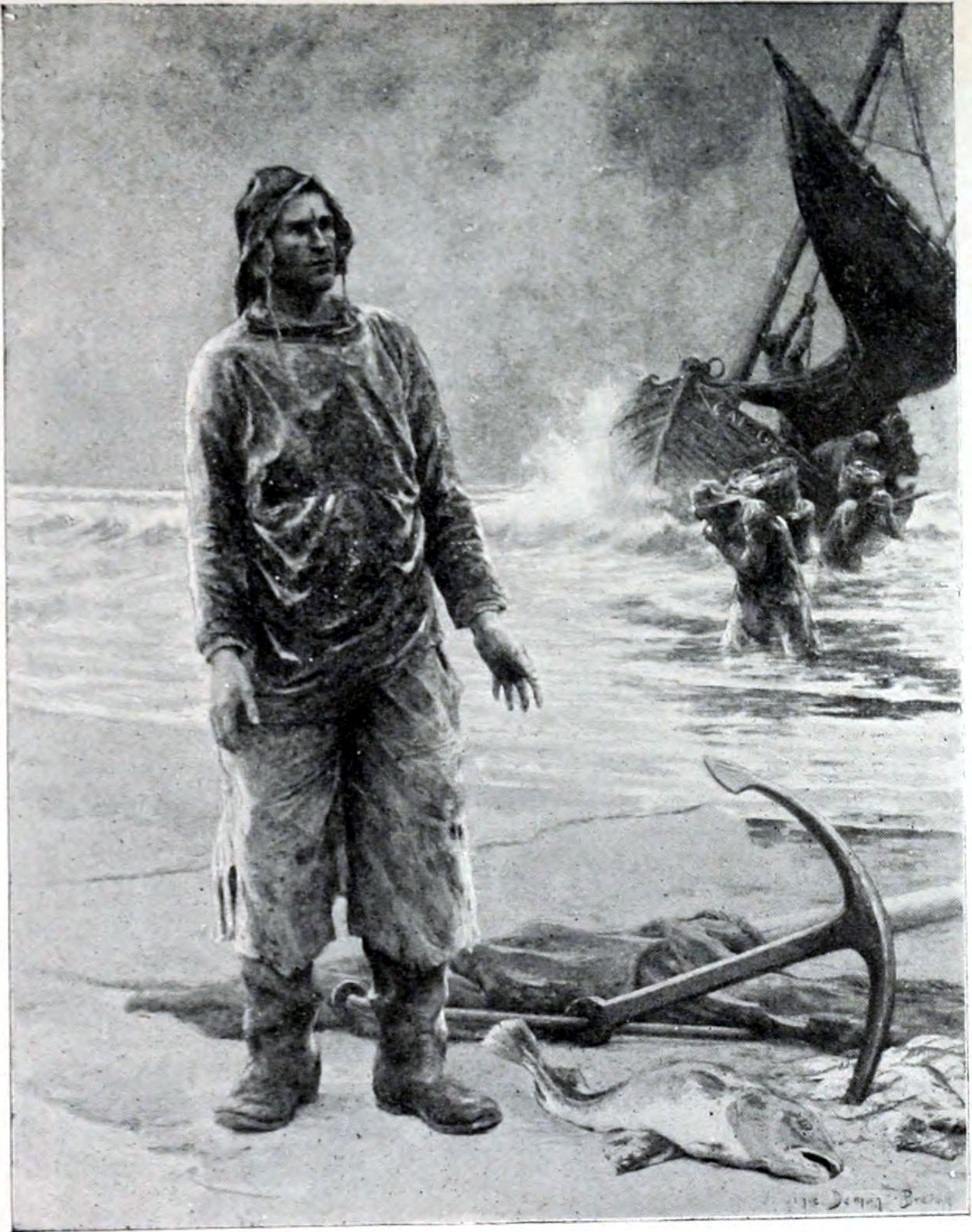
Ludzie morza (1898)
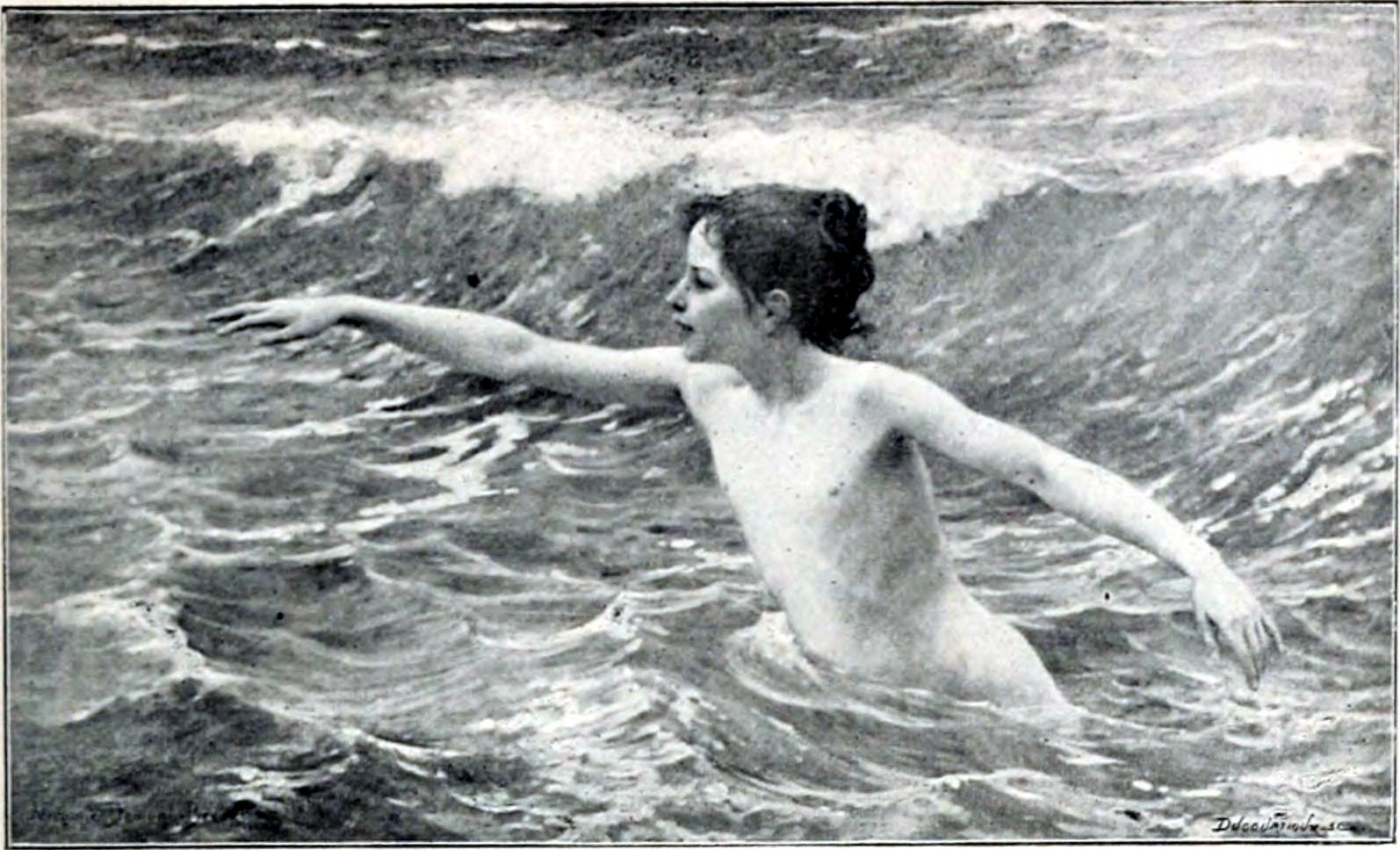
W przejrzystej wodzie (1898)
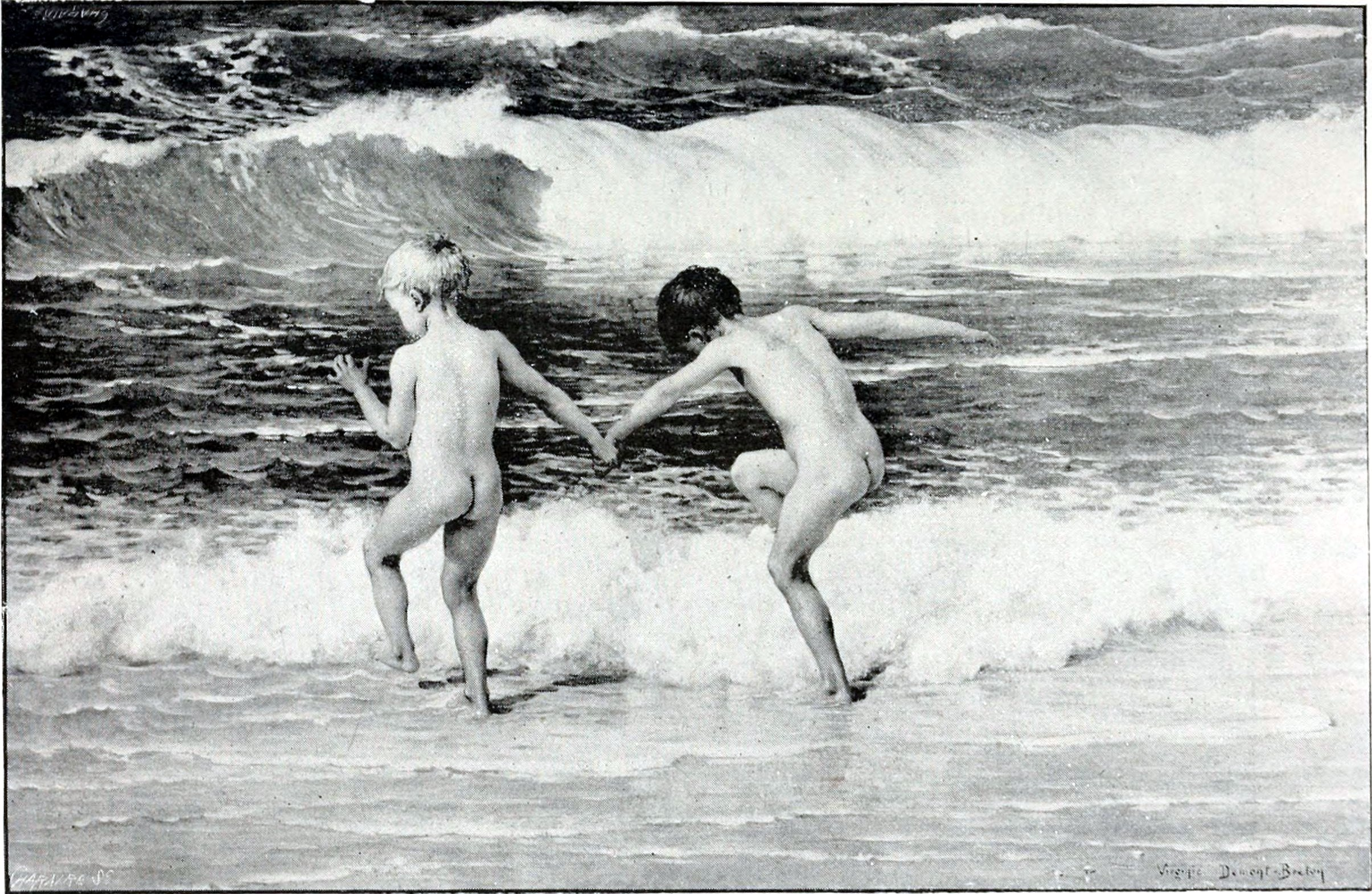
Pierwsze zamoczenie się, pierwsze dreszcze (1900)